# Chitinodendron
Chitinodendron es un género de foraminífero bentónico de la familia Maylisoriidae, del suborden Allogromiina y del orden Allogromiida. Su especie tipo es Chitinodendron bacciferum. Su rango cronoestratigráfico abarca desde el Cámbrico superior hasta el Silúrico.

## Clasificación
Chitinodendron incluye a las siguientes especies:
- Chitinodendron bacciferum †
- Chitinodendron franconianum †
- Chitinodendron longicarpus †
- Chitinodendron peruanum †